# Cheiridopsis umbrosa
Cheiridopsis umbrosa är en isörtsväxtart som beskrevs av Steven A. Hammer och Desmet. Cheiridopsis umbrosa ingår i släktet Cheiridopsis och familjen isörtsväxter. Inga underarter finns listade i Catalogue of Life.